# Your Saving Grace
| Recensione                        | Giudizio   |
| --------------------------------- | ---------- |
| AllMusic                          | [ 1 ]      |
| Robert Christgau                  | B          |
| The New Rolling Stone Album Guide | [ 3 ]      |
| Sputnikmusic                      | 3.2 (Good) |
| Piero Scaruffi                    | [ 5 ]      |
| Dizionario del Pop-Rock           | [ 6 ]      |
| 24.000 dischi                     | [ 7 ]      |

Your Saving Grace è il quarto album discografico della Steve Miller Band, pubblicato dalla casa discografica Capitol Records nel novembre del 1969.
L'album raggiunse il trentottesimo posto (il 17 gennaio 1970) della classifica statunitense Billboard 200.

## Tracce
Lato A
1. Little Girl – 3:20 (Steve Miller)
2. Just a Passin' Fancy in a Midnite Dream – 3:38 (Steve Miller, Ben Sidran)
3. Don't Let Nobody Turn You Around – 2:27 (Steve Miller)
4. Baby's House – 8:55 (Steve Miller, Nicky Hopkins)

Lato B
1. Motherless Children – 5:52 (Brano tradizionale; arrangiamento di Steve Miller)
2. The Last Wombat in Mecca – 2:53 (Lonnie Turner)
3. Feel so Glad – 5:22 (Steve Miller)
4. Your Saving Grace – 4:55 (Tim Davis)

## Musicisti
Little Girl
- Steve Miller - voce solista, chitarre
- Lonnie Turner - basso
- Tim Davis - batteria
- Glyn Johns - tamburello

Just a Passin' Fancy in a Midnite Dream
- Steve Miller - voce solista, chitarre
- Nicky Hopkins - pianoforte
- Ben Sidran - organo
- Lonnie Turner - basso
- Tim Davis - batteria

Don't Let Nobody Turn You Around
- Steve Miller - voce solista, chitarra solista, accompagnamento vocale
- Lonnie Turner - basso, accompagnamento vocale
- Tim Davis - batteria, accompagnamento vocale
- Glyn Johns - accompagnamento vocale
- Ronnie - accompagnamento vocale

Baby's House
- Steve Miller - voce solista, chitarra
- Nicky Hopkins - pianoforte, organo
- Lonnie Turner - basso
- Tim Davis - batteria
- Barnes Ensemble - cori

Motherless Children
- Steve Miller - voce solista, chitarra solista, effetti elettronici, arrangiamento
- Glyn Johns - chitarra, effetti elettronici
- Nicky Hopkins - clavicembalo
- Lonnie Turner - basso
- Tim Davis - batteria, effetti elettronici

The Lost Wombat in Mecca
- Tim Davis - voce solista, batteria
- Minor Wilson - chitarra
- Connie Wilson - chitarra slide
- Lonnie Turner - basso

Feel so Glad
- Steve Miller - voce solista, chitarre
- Nicky Hopkins - pianoforte
- Lonnie Turner - basso
- Tim Davis - batteria

Your Saving Grace
- Tim Davis - voce solista, percussioni
- Glyn Johns - chitarra, accompagnamento vocale
- Curley Cooke - chitarra
- Nicky Hopkins - organo
- Lonnie Turner - basso

Note aggiuntive
- Glyn Johns - produttore
- Registrazioni effettuate al Heider Studios di San Francisco, California
- Mixaggio effettuato al Olympic Studios di Londra, Inghilterra
- Coordinatore delle registrazioni: John Palladino
- Lockart (Robert Lockart) - design album
- Camera 5 e Ivan Nagy - fotografie[11]